# Naoki Ishibashi
Naoki Ishibashi (født 14. maj 1981) er en tidligere japansk fodboldspiller.
Han har spillet for flere forskellige klubber i sin karriere, herunder Yokohama FC og Sagan Tosu.